# José Caballero (cyclisme)
Pour le peintre espagnol, voir José Caballero. Pour les homonymes, voir Caballero.
Caballero  Sánchez est un nom espagnol. Le premier nom de famille, en général paternel, est Caballero ; le second, en général maternel, souvent omis, est Sánchez.
José Joel Caballero Sánchez, né le 17 octobre 1996, à Managua, est un coureur cycliste nicaraguayen. 

## Palmarès et résultats

### Par année
- 2017
  - 2e du championnat du Nicaragua sur route espoirs
- 2018
  -  Champion du Nicaragua du contre-la-montre espoirs
  - 3e étape de la Clásica por la Paz
- 2019
  -  Champion du Nicaragua du contre-la-montre
- 2021
  - 3e étape du Tour du Nicaragua
  - 2e du championnat du Nicaragua du contre-la-montre
  - 2e du championnat du Nicaragua sur route
- 2022
  - 3e du Tour du Nicaragua
- 2025
  - 2e du championnat du Nicaragua sur route
  - 3e du championnat du Nicaragua du contre-la-montre

### Classements mondiaux
| Année            | 2021 |
| ---------------- | ---- |
| UCI America Tour | 258e |